# 一〇〇式重爆撃機
キ49 一〇〇式重爆撃機　「呑龍」
飛行する一〇〇式重爆撃機一型（キ49-I）
（浜松陸軍飛行学校所属、撮影年不詳）
- 用途：爆撃機
- 分類：重爆撃機
- 設計者：小山悌
- 製造者：中島飛行機
- 運用者： 大日本帝国（陸軍）
- 初飛行：1939年8月
- 生産数：819機（832機説もあり）
- 運用開始：1941年
- 退役：1945年8月
- 運用状況：退役

一〇〇式重爆撃機（ひゃくしきじゅうばくげきき）は、第二次世界大戦時の大日本帝国陸軍の重爆撃機。キ番号（試作名称）はキ49。愛称は呑龍（どんりゅう）。略称・呼称は一〇〇式重爆、百式重爆、一〇〇重、百重、ヨンキュウなど。連合軍のコードネームはHelen（ヘレン）。開発・製造は中島飛行機。

## 開発

### 機名の由来
開発年は皇紀2600年にあたる1940年で、陸軍に制式採用されたのは1941年である。原則的には制式採用年に因み、一式重爆撃機と命名するのが慣例だが、1940年はめでたい年で全国的に祝賀ムードだったこともあり、皇紀2600年の数字を冠して一〇〇式重爆撃機と命名された。「呑む龍」とは勇ましい愛称だが、実際には江戸時代に貧乏人の子弟を養育した心優しい浄土宗の僧「呑龍」の名前からとったものである。これは製造会社の中島飛行機の工場があった群馬県太田市に「子育て呑龍」と呼ばれた大光院があったことから名づけられたという。

### 開発思想
九七式重爆撃機の後継にあたる本機は、戦闘機の護衛を必要としない高速性能と重武装を併せ持った重爆撃機として設計された。対ソ戦において、敵飛行場を攻撃する航空撃滅戦に用いる構想であった。しかし、結果として同時期に出現した敵戦闘機に比較して高速と言える程の性能を持つには至らず、実戦においては常に味方戦闘機の護衛を必要とした。

### 開発史
1938年（昭和13年）に帝国陸軍は、中島飛行機に対して新型重爆撃機キ49の開発を命じた。同時に三菱重工業に対しても、重爆撃機キ50の試作を命じたが、こちらは計画だけで中止となった。陸軍からの指示は、
- 戦闘機の擁護を必要としないため500km/h超の最高速度を有すること。
- 防御武装の強化。具体的には、20mm機関砲（ホ1）の搭載と尾部銃座の設置。
- 航続距離3,000km以上。
- 爆弾搭載量は1,000kg。

で、いずれも九七式重爆を上回る性能を要求されることとなった。
中島ではこの過酷な要求に各種の工夫をもって取り組み、1939年（昭和14年）8月に試作第1号機を完成させた。翌月から審査が開始されたが、その後エンジンの強化を含む各種の改修を施した試作機2機と増加試作機7機が完成した。そして、1941年（昭和16年）3月に一〇〇式重爆撃機（一型：キ49-I）として制式採用された。
後継機は四式重爆「飛龍」。

## 機体・武装
陸軍戦闘機を多数手掛けた小山悌が設計した双発の水平爆撃機である。中島飛行機はDC-2をライセンス生産した経験を元に、松村健一の設計でキ-19、LB-2を試作しており、主輪を上方に引き込むためエンジンを前に突き出し、エンジンナセルを早やめに絞ってフラップに切り欠きを作らない手法を踏襲している。高速性能を求められ、翼面積を広く取れない本機は、離着陸性能との両立を図るため、プロペラ後流圏内に大型のファウラーフラップを配置するが、主翼アスペクト比は 6.03 と双発爆撃機としては異例に小さく、離陸が特に難しかったという。また設計の途中で燃料搭載量が足りない事が判明し、苦肉の策としてナセル内側の主翼を前方に拡張、ここを燃料タンクとして航続距離を確保したが、結果的に層流翼に似た翼断面になったのはともかく、上面図で見た主翼前縁ラインが段状になってしまい、翼端部と同じく主翼下面からの回り込みで揚力の減少を招いた。主翼後縁ラインも突出したエルロンによって崩されており、小山梯としては初となる重爆撃機設計に不慣れな点も伺われる。
燃料タンクは防弾式で、タンクの外側全体を三層のゴムで覆い、さらに銀色絹布で被包している。
１型の武装は7.7mm機関銃（テ4）を機首、胴体両側面、後下方、尾部に各１門、後上方には20mm機関砲（ホ１）１門を装備。２型甲では7.7ｍｍを7.92ｍｍ機関銃（九八式旋回）に換装、後下方銃座のみ連装化（テ3）されている。２型乙では7.92mm機関銃を12.7ｍｍ機関銃（ホ103）に換装する措置が取られており、機番3381号機以降の当初生産機は尾部銃座のみ（1門）、3421号機以降は加えて機首銃座（2門）、3481号機以降は残りの胴体両側面、後下方もホ103に置き換えている（5門）。３型は生産数６機のみだが尾部銃座を20ｍｍ機関砲に換装している。なお、設計当初からの尾部銃座採用は一式陸攻に先んじて日本初であるが、スペース上の理由から尾輪は固定式となった。
爆弾搭載量は750 kgから1000 kgだが、燃料を最大に搭載する場合は400kgに減少する。

## 実戦

### 運用
陣地爆撃を主目的として太平洋戦争（大東亜戦争）中の中国戦線及び南方方面で活躍した。また輸送機としても使用されたほか、内地での飛行訓練用としても用いられた。

### 実戦における評価
実戦運用における問題
本機は、性能的に見て武装が強化されたこと以外は九七式重爆とあまり差が無く、またエンジンであるハ41は信頼性に乏しかったことから、それならば以前から配備されていた九七式重爆の方が信頼性があると言われ、実戦部隊での評判はあまり良く無かった。九七式重爆と比べ性能に大差ないことは、試作審査の段階で陸軍も把握していたが、既に性能的な限界にある九七式重爆に比べて、重武装である事や将来的な発展性を期待され制式採用された。
しかし、その後行われた改良後も全ての面において飛躍的な性能向上はなく、換装したハ109もまた決して信頼性が良くなかったため、九七式重爆と比べると目立つ活躍することも無いまま終わった。これは本機の性能以外に、多くの機体が対ソ連戦を見越して満州や中国北部に配備されたため実戦参加の機会が少なかったことも理由であった。元来陸軍の重爆は対ソ戦専用に適応させた機種であったこともあり、またエンジンに信頼が置けない本機は比較的長距離の侵攻や洋上飛行を伴いがちな南方戦線では特に使いどころに乏しかった。生産数も2000機を越えた九七式重爆と比べると、各型あわせて813機（832機説もあり）と伸びなかった。
重武装による生存性の限界
重武装することにより敵戦闘機の攻撃を撃退するという戦術思想は、爆撃機の防御火力の有効性を過大に評価したことから生まれた(これは「屠龍」等の複座戦闘機の後部旋回機銃に対する過大評価と同根である)。当時の爆撃機の防御火力は、本機も含めて全て人力操作・照準であり、高速で軽快に動き回る単座戦闘機に対して命中率はきわめて低かった。結局のところ、当時の技術では、戦闘機の護衛なしで活動できる爆撃機は実現不可能で、机上の空論に過ぎなかったと思われる。
圧倒的な高性能を誇り、動力銃座をも装備し日本の戦闘機を寄せ付けないとまで言われたB-29戦略爆撃機ですら、護衛戦闘機を付けていない時期には少なくない数が撃墜されている。
1943年（昭和18年）6月20日のポートダーウィン空襲では一式戦闘機「隼」の護衛があったとはいえ、出撃した18機中16機が46機のスピットファイア隊の攻撃を耐え切って帰還している。そのため、戦闘機との連携が良い状況では、一〇〇式重爆の防御火力と防弾装備の有効性は高く評価されることもある。しかし実際は帰還した機体の多くが大破しており、修理不能として現地で廃棄され、一〇〇式重爆のポートダーウィン空襲はこの一回きりしか行われなかった。

## 派生型
一型 （キ49-I）
最初の量産型で、エンジンはハ41を装備した。1941年8月から1942年（昭和17年）8月までに129機生産。
二型 （キ49-II）
エンジンをハ109に換装した性能向上型で、プロペラ、ラジエーター、機首の形状等が改修された。さらに、武装の違いによって甲、乙、丙（武装を全廃した哨戒機型）、さらに防御武装を全廃し800kg爆弾を内蔵した特攻機型の二型改があった。687機生産。
三型 （キ49-III）
ハ107、またはハ117にエンジンを換装した型で、主翼や尾翼も改修されていた。最大速度の目標値はそれぞれ569km/h（4800m）と590km/h（5500m）であったが、実測値は540km/h（5300m）に留まり、試作／増加試作機6機の生産で終わってしまった。
キ50
空中給油機型。試作のみ。
キ58
二型の爆撃装備を廃止し武装を強化した編隊擁護機で、1941年までに3機試作。
キ80
武装を強化した指揮官機で、1941年に2機試作。

## 諸元
一〇〇式重爆撃機二型（キ49-II）
- 乗員：8名
- 全長：16.81m
- 全幅：20.42m
- 全高：4.25m
- 主翼面積：69.05m2
- 重量：6,540kg
- 全備重量：（正規）10,680kg （過荷）11,090kg
- 発動機：中島2式ハ109×2（1型はハ41×2、3型はハ117×2）
- 出力：1,520馬力 x2
- 最大時速：492km/時（高度5,000m）
- 巡航時速：350km/時（高度3,500m）
- 航続力：（正規）2,000km （過荷）3,000km
- 上昇力：5000mまで13分39秒
- 最高上昇：9,300m
- 武装:20mm機関砲一門・7.92mm機関銃5挺
- 爆弾：50kg×15発、100kg×10発、250kg×4発、500kg×2発[8]（最大搭載量1,000kg）

## 現存する機体
- 復元機等は無いが、残骸が各地に残る。
- 現在確認できる機体のみ載せている為、この他にも海底に沈んでいたりなどしてはっきりとした情報のない機体もある。

| 型名   | 番号 | 機体写真 | 所在地                          | 所有者等                       | 公開状況 | 状態 | 備考 |
| ------ | ---- | -------- | ------------------------------- | ------------------------------ | -------- | ---- | ---- |
| 二型   | 3110 |          | パプアニューギニア 東セピック州 | バット飛行場跡地               | 公開     | 放置 |      |
| 二型   | 3140 |          | パプアニューギニア 東セピック州 | ダグア飛行場跡地               | 公開     | 放置 |      |
| 二型丙 | 3220 |          | パプアニューギニア マダン州     | アレクシスハーフェン飛行場跡地 | 公開     | 放置 |      |
| 二型   | 3335 |          | パプアニューギニア 東セピック州 | ボラム飛行場跡地               | 公開     | 放置 |      |
| 二型   | 3342 |          | パプアニューギニア マダン州     | アウォー飛行場跡地             | 公開     | 放置 |      |
| 二型   | 不明 |          | パプアニューギニア 東セピック州 | ウェワク飛行場跡地             | 公開     | 放置 |      |
| 二型   | 不明 |          | パプアニューギニア マダン州     | セイダー                       | 公開     | 放置 |      |

## 登場作品

### ライトノベル
『ステラエアサービス』　ISBN 978-4049133271
劇中で大戦を生き残った機体が民間貨物機として使用されている。